# Бирсештій-де-Сус (Олт)
Бирсештій-де-Сус (рум. Bârseștii de Sus) — село у повіті Олт в Румунії. Входить до складу комуни Спринчената.
Село розташоване на відстані 123 км на захід від Бухареста, 49 км на південний схід від Слатіни, 74 км на південний схід від Крайови.

## Населення
За даними перепису населення 2002 року у селі проживали 700 осіб, усі — румуни. Усі жителі села рідною мовою назвали румунську.